# Элтон, Чарлз Сазерленд
Чарлз Сазерленд Элтон (англ. Charles Sutherland Elton) (29 марта 1900, Манчестер, Великобритания — 1 мая 1991, Оксфорд) — известный британский эколог и зоолог, один из основателей популяционной экологии. Член Лондонского королевского общества (1953).

## Биография
Родился 29 марта 1900 года в Манчестере (Великобритания). Отец - профессор литературы Oliver Elton, мать — детская писательница Letitia Maynard Elton (née MacColl).  У него был старший брат Geoffrey Elton, умерший в возрасте 33 лет. Получил образование в Ливерпульском колледже и в Новом колледже Оксфорда, который он окончил с отличием в области зоологии в 1922 году. В 1937 году Ч.Элтон женился на британской поэтессе Edith Joy Scovell, у них было двое детей. Чарльз Элтон разработал графическую модель отображения трофических структур экосистемы в виде экологической пирамиды.
Награды
- Медаль Линнея (1967)
- Медаль Дарвина (1970)
- Премия Тайлера (1976)

## Труды
- Animal Ecology – 1st edn 1927, Sidgwick and Jackson, London. Reprinted several times, e.g. 2001 by The University of Chicago Press, ISBN 0-226-20639-4 2nd edn The ecology of animals, 1946, Methuen, London.
- The Ecology of Invasions by Animals and Plants - 1958, Methuen, London. Reprinted 2000 by The University of Chicago Press, ISBN 0-226-20638-6
- The Pattern of Animal Communities – 1st edn 1966, Methuen, London. 2nd edn 1979, Chapman & Hall, London. ISBN 0-412-21880-1

### Переводы на русский язык
- Элтон Ч. Экология нашествий животных и растений = The Ecology of Invasions by Animals and Plants. By Charles S. Elton. London, 1958 / Чарлз Элтон / Пер. с англ. Ю. И. Лашкевича; Под ред. и с предисл. проф. Н. П. Наумова. — М.: Издательство иностранной литературы, 1960. — 232 с.